# Un pigeon perché sur une branche philosophait sur l'existence
Pour plus de détails, voir Fiche technique et Distribution.
Un pigeon perché sur une branche philosophait sur l'existence (En duva satt på en gren och funderade på tillvaron) est un film franco-germano-norvégio-suédois écrit et réalisé par Roy Andersson, sorti en 2014.
Il s'agit de la troisième partie d'une trilogie, après Chansons du deuxième étage (Sånger från andra våningen, 2000) et Nous, les vivants (Du levande, 2007).
Le film est présenté en compétition officielle au festival international du film de Venise en 2014 où il obtient le Lion d'or,.
Le film est sélectionné comme entrée suédoise pour l'Oscar du meilleur film en langue étrangère à la 88e cérémonie des Oscars qui a eu lieu en 2016.

## Synopsis
Sam et Jonathan, deux marchands ambulants de farces et attrapes, nous entraînent dans une promenade kaléidoscopique à travers la destinée humaine. C’est un voyage qui révèle l’humour et la tragédie cachés en nous, la grandeur de la vie, ainsi que l’extrême fragilité de l’humanité…

## Fiche technique
- Titre : Un pigeon perché sur une branche philosophait sur l'existence
- Titre original : En duva satt på en gren och funderade på tillvaron
- Réalisation : Roy Andersson
- Scénario : Roy Andersson
- Photographie : István Borbás et Gergely Pálos
- Montage : Alexandra Strauss
- Musique : Hani Jazzar et Gorm Sundberg
- Production : Linn Kirkenær, Pernilla Sandström et Håkon Øverås
- Société de production : Roy Andersson Filmproduktion AB
- Pays d'origine :  Suède,  Norvège,  Allemagne,  France
- Langues originales : suédois et quelques dialogues en anglais
- Genre : comédie noire
- Durée : 101 minutes
- Format : couleur - 1,66:1 - Redcode RAW
- Dates de sortie :
  - Italie : 29 août 2014 (Mostra de Venise 2014) ; 19 février 2015 (sortie nationale)
  - Suède : 9 novembre 2014 (Festival de Stockholm) ; 14 novembre 2014 (sortie nationale)
  - France : 29 avril 2015

## Distribution
- Nisse Vestblom : Sam
- Holger Andersson : Jonathan
- Charlotta Larsson : Lotta
- Viktor Gyllenberg : Karl XII
- Lotti Törnros : la professeure de flamenco
- Jonas Gerholm : le lieutenant solitaire
- Ola Stensson : le capitaine de navire devenu barbier
- Oscar Salomonsson : le danseur de flamenco
- Roger Olsen Likvern : le concierge

## Production

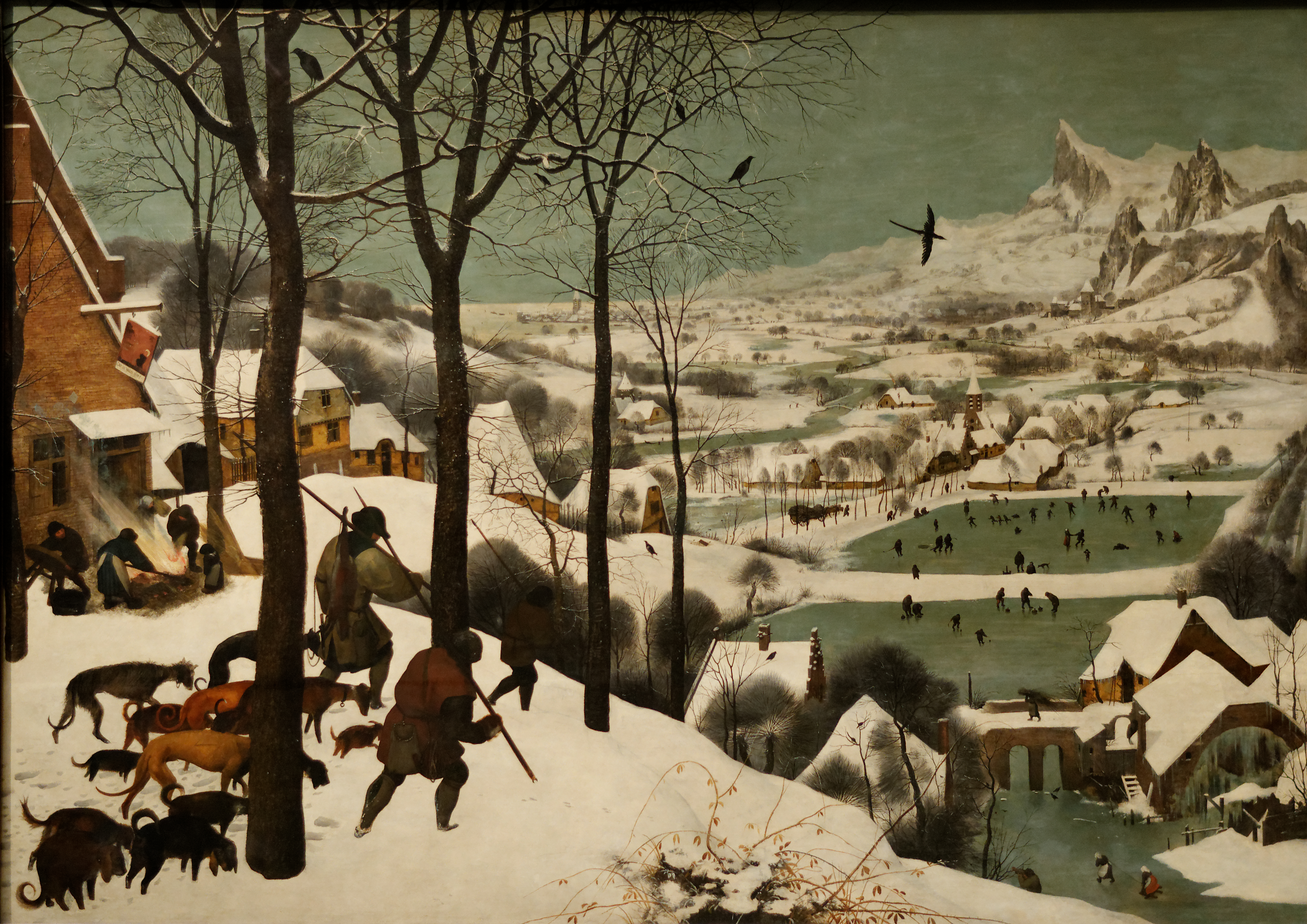
Chasseurs dans la neige de Pieter Bruegel l'Ancien (1565).

Le titre – littéralement, « Un pigeon assis sur une branche, réfléchissant sur l'existence » – fait référence au tableau de Pieter Bruegel l'Ancien, Chasseurs dans la neige (Jagers in de Sneeuw). Le tableau représente, entre autres, des oiseaux qui observent les chasseurs. Andersson a imaginé que ces pigeons se posaient un jour la question de savoir ce que les hommes font en dessous ; il explique que le titre du film est « une façon différente de se demander “mais qu'est-ce qu'on est en train de faire ?”, et c'est ce dont le film traite. »

## Distinctions

### Récompenses
- Mostra de Venise 2014 : Lion d'or
- Prix du cinéma européen 2015 : Meilleure comédie
- Guldbagge Awards 2015 : Meilleurs décors

### Nominations
- Prix du cinéma européen 2015 : Meilleur film (prix du public), meilleur réalisateur et meilleur scénariste
- Guldbagge Awards 2015 : Meilleur film, meilleure réalisation, meilleur montage, meilleur maquillage

### Sélections
- Festival international du film de Toronto 2014 : sélection « Masters »
- Festival international du film de Venise 2014 : sélection officielle